# 제레미 폴리
제레미 폴리(Jeremy Foley, 1983년 2월 20일 ~ )는 미국의 배우, 텔레비전 배우, 성우이다.
앨버커키에서 태어났다.

## 영화
- 액션 뉴스 5 (2011년)
- 블링크 (2007년) - 올리버 역
- 사커 독 (1999년) - 클레이 역
- 꼬마 유령 캐스퍼 3 - 캐스퍼와 웬디 (1998년) - 캐스퍼 목소리 역
- 꼬마 유령 캐스퍼 2 - 새로운 모험 (1997년)
- 단테스 피크 (1997년) - 그레이엄 역